# Transières
Transières est une ancienne commune du département de l'Eure réunie à Charleval le 2 février 1809. 

## Toponymie
Le nom de la localité est attesté sous les formes Transieres vers 1240; Transsires en 1291 (livre des jurés de Saint-Ouen) ; Transeres en 1579 (Philippe d'Alcripe).
Il s'agit d'une formation toponymique médiévale en -arias ou plus directement en -ieres, précédé d'un élément incertain. C'est sans doute la raison pour laquelle Transières ne figure pas dans le Dictionnaire des noms de lieux d’Albert Dauzat et Charles Rostaing.
Remarque : aucun rapport avec le latin trans (trāns) qui a donné tres en ancien français, d'où le préfixe tré(s)- / tré- et l'adverbe très, c'est pourquoi aucun toponymiste n'émet cette hypothèse.

## Histoire
Son église était dédiée à Saint-Michel. Il existe au XIIIe siècle une église dont l'abbé de Saint-Ouen est le patron. Ce village avant la Révolution appartenait à l'abbaye Saint-Ouen de Rouen. À la Révolution, les transformations administratives érigent Transières en commune. Le dernier curé de la commune Adrien Lemonnier, acceptant de prêter serment à la Constitution civile du clergé, continue à officier jusqu'à la fermeture de son église en 1794. La cure de Transières se trouve au Concordat réunie à celle de Charleval. Le 2 février 1809, Transières est réuni à Charleval. En 1812, l'église Saint-Michel est vendue.
C'est dans ce lieu-dit que la filature Hilzinger s'est implantée en 1856 
Avec la création de la ligne ferroviaire Charleval-Serqueux, une gare dite « Halte de Transières » est construite en 1905, pour desservir le hameau.

## Administration
| Période | Période | Identité          | Étiquette | Qualité |
| ------- | ------- | ----------------- | --------- | ------- |
| 1793    | 1796    | Charles Templeu   |           |         |
| 1796    | 1804    | Étienne Touroude  |           |         |
| 1804    | 1809    | Jacques Lemonnier |           |         |

## Démographie
| 1793 | 1800 | 1806 |
| ---- | ---- | ---- |
| 72   | 66   | 71   |

## Liste des curés

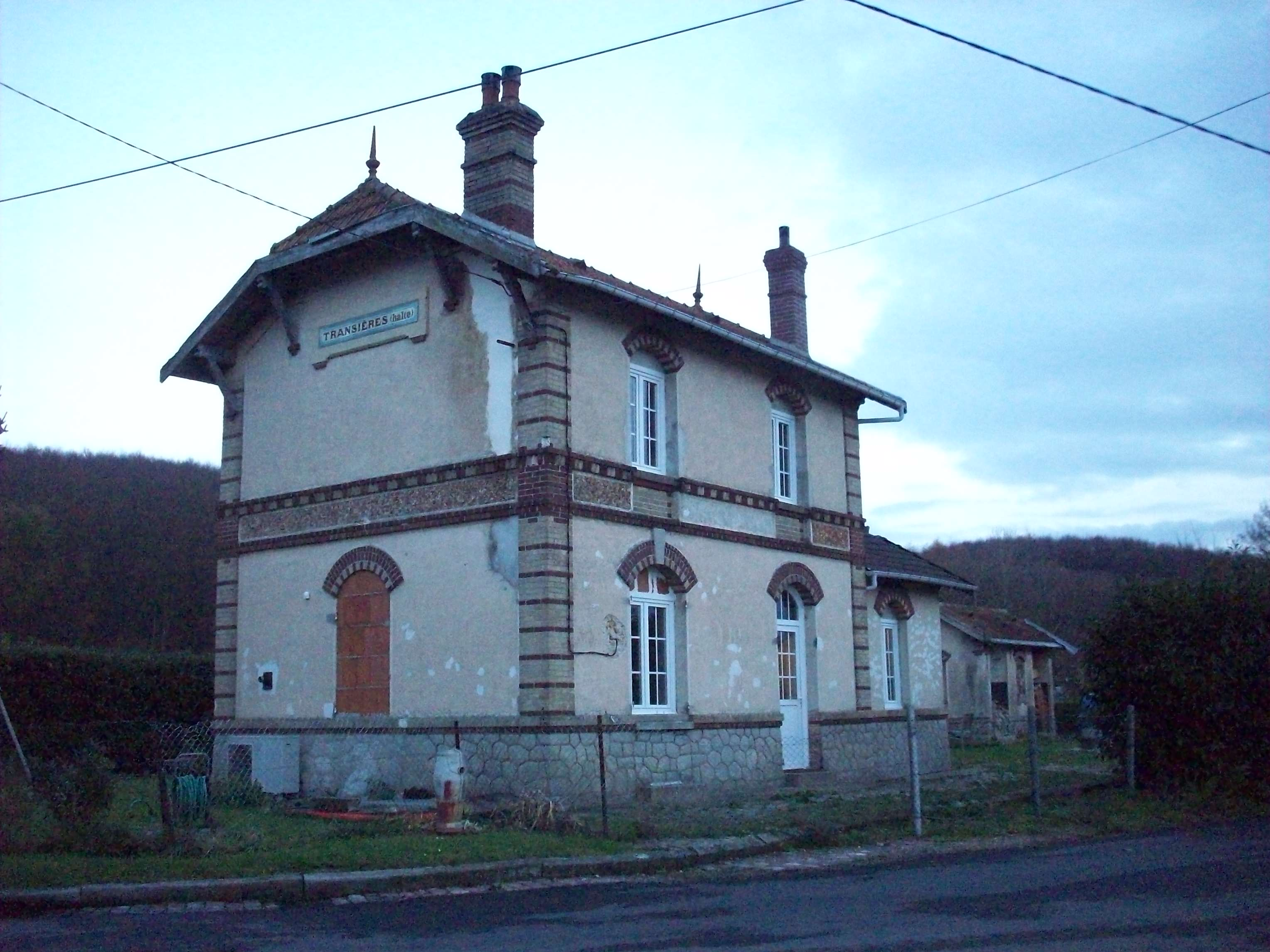
Ancienne halte de Transières.

- 1718 : Antoine de Lassaux
- 1718-1735 : Jacques Gouellain[10]
- 1742 : Nicolas Dumontier
- 1794 : Adrien Lemonnier